# Za chlebem
Za chlebem – nowela Henryka Sienkiewicza z 1880 roku opublikowana po raz pierwszy na łamach „Gazety Polskiej” oraz „Dziennika Poznańskiego", w kwietniu-czerwcu tego roku.
W utworze tym autor podjął temat polskiej emigracji zarobkowej. 
Profesor Julian Krzyżanowski nazwał to dzieło „nowelą niezwykłą", a także "zbeletryzowaną" wersją esejów i prelekcji Sienkiewicza  (Osady polskie w Stanach Zjednoczonych, 1878; Osady polskie w Stanach Zjednoczonych Ameryki Północnej, 1879).

## Fabuła
Główni bohaterowie – Wawrzon Toporek i jego córka Marysia są rolnikami, którzy pozbyli się gospodarstwa w Lipińcach i emigrują do Ameryki. Liczą na to, że znajdą tam swoje miejsce i poprawią swoją sytuację ekonomiczną. Jednak, gdy docierają na miejsce, okazują się być całkowicie nieprzystosowani do lokalnych warunków. Nie potrafią odnaleźć się na emigracji, coraz bardziej tęsknią za krajem...